# ICasualties.org
iCasualties.org，正式名称为伊拉克联军伤亡统计（Iraq Coalition Casualty Count），是一个位于美国的独立网站，由乔治亚州斯通芒廷的电脑程序员迈克尔·怀特（Michael White）创办于2003年5月，并由他运营。该网站旨在追踪阿富汗战争和伊拉克战争的伤亡情况。
该网站被认为是多国部队在伊拉克伤亡情况的权威来源，并被英国广播公司、美联社、美国之音、《纽约时报》和《华盛顿邮报》等媒体引用。